# Глен Бек
Глен Бек (на английски: Glenn Beck) е американски консервативен политически коментатор, телевизионен и радиоводещ и продуцент, предприемач и писател, автор на произведения в жанра публицистика, трилър и документалистика.

## Биография и творчество
Глен Едуард Лий Бек е роден на 10 февруари 1964 г. в Евърет, Вашингтон, САЩ, в семейството на Уилям Бек и Мери Янсен. Първоначално живеят в Маунтлейк Терас, по-късно семейството се премества в Маунт Върнън, където родителите му притежават фурна в центъра на града. Възпитаван е в римокатолицизъм и посещава католическо училище. С майка си и по-голямата си сестра се преместват в Съмнър и учи в йезуитското училище в Пюалъп. През 1979 г. майка му се удавя в залива Пъгет при излет с малка лодка. Брат му също се самоубива. След смъртта ѝ те се преместват в дома на баща им в Белингам, където Глен завършва гимназия през 1982 г.
След завършването на гимназията се премества в Прово и работи в радиостанция KAYK. След 6 месеца се премества в WPGC във Вашингтон. През 1983 г. се премества в Корпъс Кристи, в радиостанция KZFM, а в периода 1985.1987 г. става водещ на развлекателно радиопредаване на WRKA в Луисвил. По-късно е нает от радиостанция Y-95, с която работи до 1989 г. Премества се в Хюстън и работи в KRBE (Power 104), а след това в радио B104 в Балтимор. През 1992 г. се премества в Ню Хейвън.
През 1983 г. се жени за Клер, с която имат 2 дъщери – Мери и Хана. Мери развива церебрална парализа. Развеждат се през 1994 г. заради злоупотребата на Бек с алкохол и наркотици, след което той провежда лечение срещу алкохолизъм и наркомания.
През 1996 г., докато работи за радиостанция в района на Ню Хейвън, завършва курс по богословие в Йейлския университет, по препоръка от сенатор Джо Либерман, фен на шоуто на Бек. След това започва да търси своя „духовен път“, чете много и посещава разни църкви, вкл. Църквата на Исус Христос на светиите от последните дни.
През 1999 г. се жени за втората си съпруга Таня, с която се включват в Църквата на Исус Христос на светиите от последните дни. Имат 2 деца – Рафе (осиновен) и Шайен. Живеят до 2011 г. в Ню Канаан, Кънектикът.
Той е водещ на „Glenn Beck“ – национално радио шоу, което се излъчва в Съединените щати по „Премиер Нетуърк“. Водещ е на телевизионната програма „Glenn Beck“, която в периода 2006 – 2008 г. се излъчва по HLN, в периода 2009 – 2011 г. по Fox News, а след това по „TheBlaze“.
Основава през 2002 г. и става главен изпълнителен директор на мултимедийна продуцентска компания и платформа „Mercury Radio Arts”, чрез която произвежда съдържание за радио, телевизия, издателска дейност, сцена и интернет. Редактор е на GlennBeck.com
През 2011 г. стартира кабелната и интернет телевизия „TheBlaze“, в която води 3-часова сутришна програма. През 2018 г. тя се слива с CRTV в Blaze Media.
През юли 2011 г. наема къща в Уестлейк, Тексас, а през 2012 г. се премества с основните телевизионни и радио студиа до Далас.
Заедно с работа си в радиото и телевизията започва да пише книги. Първата му книга „The Real America“ (Реалната Америка) е публикувана през 2003 г. През 2008 г. е издаден романът му „The Christmas Sweater“ (Коледният пуловер), който става №1 в списъците на бестселърите на „Ню Йорк Таймс“. Книгите му са в списъците на бестселърите в 4 различни категории – документалистика, художествена литература и детска литература.
Глен Бек също така е популярен обществен лектор и издател на списание „Fusion“.
Програмите, книгите и лекциите на Глен Бек го правят една от водещите американски радио и телевизионни личности. Той демонстрира познания, бързи реакции, откровени мнения, проницателен възглед и ангажиране в представяне на съвременните събития. Поддръжниците на Бек го считат за конституционен защитник на традиционните американски ценности, докато критиците му твърдят, че той разпространява конспиративни теории и използва подстрекателска реторика с цел по-висок рейтинг.
В периода 2011 – 2014 г. списание „Форбс“ го определя сред личностите на годината.
Глен Бек живее със семейството си в Уестлейк, Тексас.

## Произведения

### Самостоятелни романи
- The Christmas Sweater (2008)
- The Overton Window (2010)
Залезът на демокрацията, изд.: „Софтпрес“, София (2011), прев. Милена Радева
- The Snow Angel (2011)
- The Eye of Moloch (2013)
- The Immortal Nicholas (2015)

### Серия „Дневен ред 21“ (Agenda 21) – с Хариет Парк
1. Agenda 21 (2012)
2. Into the Shadows (2015)

### Документалистика
- The Real America (2003)
- An Inconvenient Book (2007)
- America's March to Socialism (2009)
- Glenn Beck's Common Sense (2009)
- Arguing with Idiots (2009)
- Idiots Unplugged (2010)
- Broke (2010)
- The 7 (2011) – с Кейт Аблоу
- The Original Argument (2011)
- Being George Washington (2011)
- We Are Brothers (2011)
- Cowards (2012)
- Control (2013)
- Miracles and Massacres (2013)
- Conform (2014)
- Controlling Education (2014)
- Dreamers and Deceivers (2014)
- It Is about Islam (2015)
Всичко е заради исляма, изд. „МаК“ (2016), прев. Огнян Дъскарев
- The People Behind the Patriots (2016)
- Liars (2016)
- The American Crisis (2017)
- Addicted to Outrage (2018)

### Екранизации
- 2006 Glenn Beck – ТВ сериал
- 2008 Beck '08: Unelectable
- 2009 Glenn Beck's Common Sense Tour
- 2009 The Christmas Sweater: A Return to Redemption – ТВ филм
- 2010 Bold and Fresh Tour – ТВ филм
- 2010 Glenn Beck: Extreme Insider
- 2010 Restoring Honor – ТВ филм
- 2010 Glenn Beck Live: Broke – Restarting the Engine of America – ТВ филм
- 2011 Restoring Courage: The Courage to Love – документален ТВ филм
- 2011 Restoring Courage: Courage to Remember – документален ТВ филм
- 2011 Restoring Courage: Jerusalem 2011 – документален ТВ филм
- 2012 Restoring Love – ТВ филм
- 2012 Glenn Beck: Unelectable 2012
- 2013 For the Record – документален ТВ сериал
- 2013 Man in the Moon – ТВ филм
- 2014 We Will Not Conform – документален
- 2015 History House – ТВ сериал